# БОРИКА
Вижте пояснителната страница за други значения на Борика.
Банковата организация за разплащания с използване на карти (БОРИКА) е дружество на Българска народна банка (БНБ), създадено през 1993 г. с цел създаване на система за работа с банкови карти. През 2005 г. дружеството е преобразувано в акционерно дружество, след продажба на 63,76% от капитала на 25 местни банки.
БОРИКА оперира едноименната система за банкови карти, която обслужва местните банки, които издават банкови карти и приемат плащания с тях, като:
1. авторизира плащанията, извършени с местни дебитни и международни дебитни и кредитни карти (включващи картовите продукти на MasterCard, Visa, American Express и JCB), издадени от тези банки,
2. персонализира издаваните чрез дружеството банкови карти,
3. извършва нетиране на междубанковите плащания, инициирани чрез картови операции, и изпраща резултатите за сетълмент в Българска народна банка,
4. осъществява връзка с международните картови системи MasterCard, Visa, American Express,
5. тества и сертифицира банкомати и ПОС терминали,
6. разработва операционни правила за функционирането на картовата система.

Настоящата дейност на БОРИКА, освен оперирането и поддържането на картовата система, включва и работа по стратегическия проект миграцията към смарт карти на базата на стандарта EMV и проекти, свързани с разработка на авторизационен софтуер, софтуер за банкомати и ПОС терминали и софтуерни и хардуерни средства за криптографска защита.
На 12 август 2010 г. е осъществено сливане с „Банксервиз“ АД в ново дружество „БОРИКА – БАНКСЕРВИЗ“ АД.